# Шорски национални парк
Шорски национални парк (рус. Шорский национальный парк) је шумска, планинска област у југозападном Сибиру, где Западносибирска низија прелази у Јужносибирске планине. То је већином област црне тајге (92% шуме парка). Парк има површину од 4.180 km², налази се у јужном делу Кемеровске области, око 300 км јужно од града Кемерово. Ова област је домовина народа Шорци, и историјски је био повезан са рудном и дрвном индустријом пре него што је постао заштићено подручје 1989. године.

## Топографија
Највећи део парка чине планине средње висине, са дубоким речним долинама. Планине су просечне висине од 500 до 800 m, а највиша је планина Кубез са висином од 1555 m. На западу се граничи са високим Алтајским планинама, а на истоку са Абаканским гребеном. Река Мрасу је највећа река у парку, протиче од севера ка југу кроз средишњи део парка. Парк се протеже 110 км од севера ка југу и 90 км од истока ка западу. Геолошки посматрано то је крашки предео, са кречњачким стенама, изворима, пећинама, и необичним каменим формацијама.

## Клима
Клима у националном парку Шорски је " умереноконтинентална клима" (Кепенова класификација климата Dfb), са великим дневним и годишњим температурним променама. Парка карактеришиу неуобичајено високе температуре и падавине за подручје Сибира (просечне годишње падавине износе 950 мм, а просечна висина снежног покривача износи 70 цм).

## Фауна
Парк је део екорегиона Четинарске шуме Алтајско-Сајанских планина. Шумско подручје чине Јужносибирске тајге, са сибирским бором и сибирском јелом као најчешћим дрвећем. Мање честа дрвећа су смрча, бор и јасика; док се врбе срећу у нижим плавним ливадама. У парку је забележена 51 врста дрвећа и жбуња, преко 600 васкуларних биљака, 300 врста маховине и преко 200 врста гљива.
Бројни сисари насељавају парк, од којих су неки: мрки медвед, црвени јелен, срна, сибирска ласица, и самур (по ком је ово подручје нарочито познато). У парку постоји 61 забележена врста сисара, 183 врста птица и 14 врста рибе. Од предатора су ту: вук, лисица, ждеравац, ласице, Велика ласица, видре, јазавац, и рис. Постоје релативно мали број врста карактеристичних за станиште степске шуме.

## Историја
Народ Шорци ово подручје сматрају као свој дом. Историјски, они су у Русији познати као изузетни ковачи гвожђа, и због своје вере у шаманизам. Данас, у парку поред обала река налазе се мала шорска села. Активно сечење шума на овом подручју је престало након стварања парка, а зрела шума сада расте.